# Miss USA 2022
Miss USA 2022 là cuộc thi Hoa hậu Hoa Kỳ lần thứ 71 diễn ra tại Reno, tiểu bang Nevada và được phát sóng trên truyền hình cáp FYI. Cuộc thi đã được phát lại vào ngày 19 tháng 10 năm 2022 trên kênh Youtube chính thức.
Elle Smith, Hoa hậu Hoa Kỳ 2021 đến từ Kentucky đã trao lại vương miệng cho người chiến thắng là R'Bonney Gabriel đến từ Texas. Gabriel trở thành người chiến thắng Hoa hậu Mỹ lớn tuổi nhất trong lịch sử cuộc thi, vượt qua Cheslie Kryst vào năm 2019, người cũng 28 tuổi khi đăng quang, người Mỹ gốc Á đầu tiên giành được danh hiệu này kể từ Brook Lee năm 1997 và là người giữ danh hiệu đầu tiên gốc Philippines.
Gabriel tiếp tục giành được danh hiệu Hoa hậu Hoàn vũ khoảng ba tháng sau đó tại New Orleans, trở thành Hoa hậu Hoàn vũ thứ 9 đến từ Hoa Kỳ. Với chiến thắng của mình, Á hậu 1, Morgan Romano đến từ Bắc Carolina, đã đảm nhận danh hiệu Hoa hậu Hoa Kỳ trong một buổi lễ đăng quang ở Auburn, Alabama. Romano trở thành người phụ nữ thứ tư đến từ Bắc Carolina giữ danh hiệu Hoa hậu Hoa Kỳ.

## Kết quả

### Thứ hạng
| Kết quả       | Thí sinh |
| ------------- | --- |

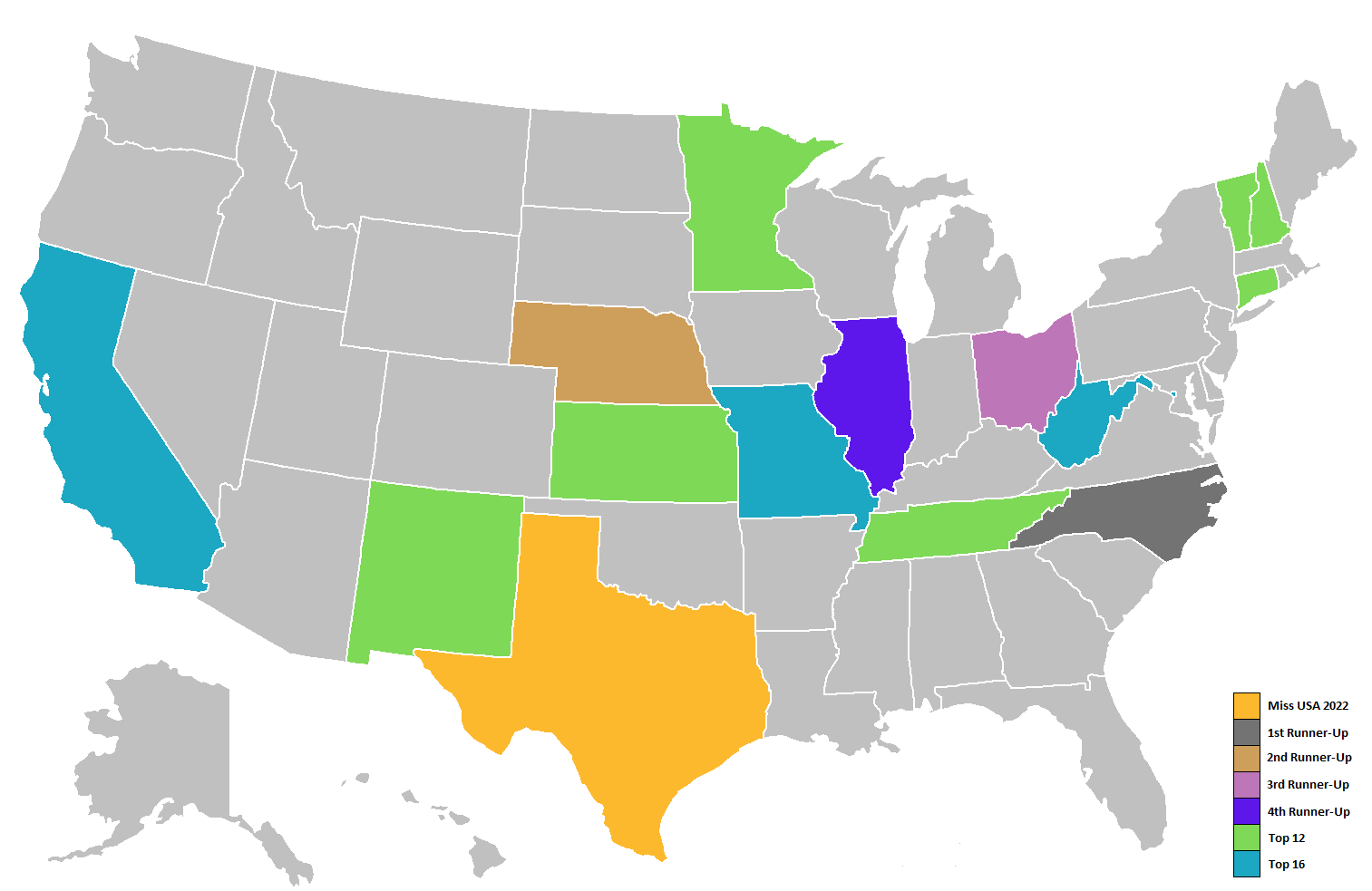
Kết quả của Hoa hậu Hoa Kỳ 2022 thông qua dạng bản đồ.

| Miss USA 2022 | - Texas – R'Bonney Gabriel (từ bỏ) - Bắc Carolina – Morgan Romano (thay thế) |
| Á hậu 2       | - Nebraska – Natalie Pieper |
| Á hậu 3       | - Ohio – Sir'Quora Carroll |
| Á hậu 4       | - Illinois – Angel Reyes |
| Top 12        | - Connecticut – Cynthia Dias § - Kansas – Elyse Noe - Minnesota – Madeline Helget - New Hampshire – Camila Sacco - New Mexico – Suzanne Perez - Tennessee – Emily Suttle - Vermont – Kelsey Golonka |
| Top 16        | - California – Tiffany Johnson - Đặc khu Columbia – Faith Porter - Missouri – Mikala McGhee - Tây Virginia – Krystian Leonard                                                                       |

§: Thí sinh được vào top 16 nhờ bình chọn qua mạng.
∞ – Vì Gabriel chiến thắng Hoa hậu Hoàn vũ 2022. Theo luật, Gabriel đã từ bỏ danh hiệu của mình và Á hậu 1, Morgan Romano, đã đảm nhận danh hiệu Hoa hậu Hoa Kỳ.

### Thứ tự công bố
| 1. Đặc khu Columbia 2. New Mexico 3. California 4. Connecticut 5. Missouri 6. Ohio 7. Nebraska 8. Tennessee 9. Illinois 10. Kansas 11. Bắc Carolina 12. New Hampshire 13. Tây Virginia 14. Minnesota 15. Texas 16. Vermont | 1. New Hampshire 2. Kansas 3. Texas 4. Tennessee 5. Bắc Carolina 6. Nebraska 7. Minnesota 8. New Mexico 9. Ohio 10. Vermont 11. Illinois 12. Connecticut | 1. Ohio 2. Bắc Carolina 3. Texas 4. Illinois 5. Nebraska |

### Các giải thưởng đặc biệt

#### Trang phục bang đẹp nhất
| Kết quả     | Thí sinh                   |
| ----------- | -------------------------- |
| Chiến thắng | - Texas – R'Bonney Gabriel |
| Hạng 2      | - Tennessee – Emily Suttle |
| Hạng 3      | - Maine – Elizabeth Kervin |

#### Các giải thưởng khác
| Giải thưởng        | Thí sinh                    |
| ------------------ | --------------------------- |
| Hoa hậu Thân thiện | - Alaska – Courtney Schuman |
| Hoa hậu Ảnh        | - Illinois – Angel Reyes    |

## Cuộc thi

### Giám khảo
- Ashlee Clarke – Nữ doanh nhân và nhà sản xuất người Mỹ.
- Soo Yeon Lee – người mẫu và vận động viên bóng bàn người Hàn Quốc.
- Kirk Myers – Huấn luyện viên thể hình người Mỹ.
- Olivia Ponton – Người mẫu Mỹ và người có tầm ảnh hưởng trên mạng xã hội.
- Aaron Potts – Nhà thiết kế thời trang người Mỹ.
- Nicole Williams-English – nhà thiết kế và người mẫu thời trang người Canada.

## Thí sinh
51 thí sinh tranh tài cho danh hiệu này:
| Bang             | Thí sinh                  | Tuổi | Quê quán         | Ghi chú |
| ---------------- | ------------------------- | ---- | ---------------- | --- |
| Alabama          | Katelyn Vinson            | 22   | Dothan           | |
| Alaska           | Courtney Schuman          | 28   | Anchorage        | Trước đây là Hoa hậu Alaska 2018 |
| Arizona          | Isabel Ticlo              | 28   | Phoenix          | Trước đây là Hoa hậu Arizona 2018 |
| Arkansas         | Rylie Wagner              | 22   | Ozark            | |
| California       | Tiffany Johnson           | 26   | Lancaster        | |
| Colorado         | Alexis Glover             | 23   | Colorado Springs | Trước đây là Hoa hậu Tuổi Teen Hoa Kỳ Colorado 2017 |
| Connecticut      | Cynthia Dias              | 23   | Wolcott          | Trước đây là Miss Connecticut's Outstanding Teen 2014 |
| Delaware         | Grace Lange               | 22   | Newark           | Trước đây là Hoa hậu Tuổi Teen Hoa Kỳ Delaware 2017 |
| Đặc khu Columbia | Faith Porter              | 23   | Washington, D.C. | |
| Florida          | Taylor Fulford            | 28   | Okeechobee       | |
| Georgia          | Holly Haynes              | 26   | Sugar Hill       | |
| Hawaii           | Kiana Yamat               | 28   | Honolulu         | |
| Idaho            | Jordana Dahmen            | 27   | Boise            | |
| Illinois         | Angel Reyes               | 26   | Chicago          | |
| Indiana          | Samantha Toney            | 27   | Clarksville      | |
| Iowa             | Randi Estabrook           | 25   | Des Moines       | |
| Kansas           | Elyse Noe                 | 23   | Lawrence         | |
| Kentucky         | Lizzy Neutz               | 23   | Louisville       | |
| Louisiana        | KT Scannell               | 22   | Denham Springs   | |
| Maine            | Elizabeth Kervin          | 20   | Winterport       | |
| Maryland         | Caleigh Shade             | 23   | Ocean City       | Trước đây là Hoa hậu Tuổi Teen Hoa Kỳ Maryland 2018 |
| Massachusetts    | Skarlet Ramirez           | 28   | Lawrence         | |
| Michigan         | Aria Hutchinson           | 24   | Plymouth         | Con gái của Chris Hutchinson và Melissa Sinkevics Hutchinson, Hoa hậu Tuổi Teen Hoa Kỳ Michigan 1988 và em gái của Aidan Hutchinson                         |
| Minnesota        | Madeline Helget           | 24   | Clearwater       | |
| Mississippi      | Hailey White              | 23   | Picayune         | |
| Missouri         | Mikala McGhee             | 28   | St. Louis        | |
| Montana          | Heather Lee O'Keefe       | 25   | Bozeman          | |
| Nebraska         | Natalie Pieper            | 27   | Omaha            | |
| Nevada           | Summer Keffeler           | 21   | Paradise         | Trước đây là Hoa hậu Tuổi Teen Hoa Kỳ Washington 2018 Chị gái của Stormy Keffeler, người ban đầu giữ danh hiệu của Hoa hậu Tuổi Teen Hoa Kỳ Washington 2016 |
| New Hampshire    | Camila Sacco              | 27   | Portsmouth       | |
| New Jersey       | Alexandra Lakhman         | 26   | Hoboken          | |
| New Mexico       | Suzanne Perez             | 25   | Portales         | |
| New York         | Heather Nunez             | 26   | Queens           | |
| Bắc Carolina     | Morgan Romano             | 24   | Concord          | Trở thành Hoa hậu Hoa Kỳ 2022 sau khi R'Bonney Gabriel chiến thắng Hoa hậu Hoàn vũ 2022                                                                     |
| Bắc Dakota       | SaNoah LaRocque           | 25   | Belcourt         | |
| Ohio             | Sir'Quora Carroll         | 23   | Canal Winchester | |
| Oklahoma         | Ashley Ehrhart            | 25   | Oklahoma City    | Trước đây là Miss National Sweetheart 2021 |
| Oregon           | Arielle Freytag           | 28   | Harrisburg       | |
| Pennsylvania     | Billie LaRaé Owens        | 25   | Phoenixville     | Con gái của Billy Owens |
| Rhode Island     | Elaine Collado            | 27   | Providence       | Trước đây là Hoa hậu Tuổi Teen Hoa Kỳ Rhode Island 2013 |
| Nam Carolina     | Meera Bhonslé             | 26   | Lexington        | |
| Nam Dakota       | Shania Knutson            | 22   | Viborg           | Đã từng tham gia Hoa hậu Tuổi Teen Hoa Kỳ Nam Dakota 2018                                                                                                   |
| Tennessee        | Emily Suttle              | 26   | Franklin         | Trước đây là Hoa hậu Tuổi Teen Hoa Kỳ Tennessee 2013 |
| Texas            | R'Bonney Gabriel          | 28   | Houston          | Đăng quang Hoa hậu Hoàn vũ 2022 |
| Utah             | Elisabeth Bradley-Gandara | 28   | Salt Lake City   | |
| Vermont          | Kelsey Golonka            | 23   | Montpelier       | Trước đây là Hoa hậu Tuổi Teen Hoa Kỳ Vermont 2017 Chị gái của Kenzie Golonka, Hoa hậu Tuổi Teen Hoa Kỳ Vermont 2022                                        |
| Virginia         | Kailee Horvath            | 23   | Ashburn          | |
| Washington       | Mazzy Eckel               | 22   | Seattle          | |
| Tây Virginia     | Krystian Leonard          | 25   | Morgantown       | |
| Wisconsin        | Hollis Brown              | 26   | Milwaukee        | |
| Wyoming          | Morgan McNally            | 27   | Casper           | |